# Distretto di Tulak
Il distretto di Tulak è un distretto dell'Afghanistan che si trova nella regione sudoccidentale della provincia del Ghowr. Il distretto si sviluppa su un territorio montuoso, al pari dell'intera provincia. Al censimento del 2012 la popolazione risultò essere di 50.000 abitanti; il centro distrettuale è Kwajaha.